# Campeonato Sul-Americano de Atletismo de 2015
A 49ª edição do Campeonato Sul-Americano de Atletismo foi o evento esportivo organizado pela CONSUDATLE no Estádio Videna, em Lima no Peru no período de 12 a 14 de junho de 2015. Foram disputadas 44 provas com a presença de 333 atletas de 13 nacionalidades, com destaque para o Brasil que obteve 34 medalhas na classificação final. 

## Medalhistas

### Masculino
| Evento                      | Ouro                                                                            | Ouro     | Prata                                                                        | Prata    | Bronze                                                                              | Bronze   |
| --------------------------- | ------------------------------------------------------------------------------- | -------- | ---------------------------------------------------------------------------- | -------- | ----------------------------------------------------------------------------------- | -------- |
| 100 metros                  | Diego Palomeque (COL)                                                           | 10.40    | Alex Quiñónez (ECU)                                                          | 10.43    | Ifrish Alberg (SUR)                                                                 | 10.57    |
| 200 metros                  | Alex Quiñónez (ECU)                                                             | 20.76    | Diego Palomeque (COL)                                                        | 21.15    | Arturo Deliser (PAN)                                                                | 21.25    |
| 400 metros                  | Alberth Bravo (VEN)                                                             | 45.26    | Hederson Estefani (BRA)                                                      | 45.57    | Freddy Mezones (VEN)                                                                | 45.67    |
| 800 metros [nb1]            | Rafith Rodríguez (COL)                                                          | 1:46.48  | Lucirio Antonio Garrido (VEN)                                                | 1:47.83  | Jhon Sinisterra (COL)                                                               | 1:48.50  |
| 1 500 metros                | Carlos Díaz (CHI)                                                               | 3:40.79  | Federico Bruno (ARG)                                                         | 3:42.21  | Gerard Giraldo (COL)                                                                | 3:42.38  |
| 5 000 metros                | Víctor Aravena (CHI)                                                            | 14:06.14 | Federico Bruno (ARG)                                                         | 14:06.25 | Bayron Piedra (ECU)                                                                 | 14:08.84 |
| 10 000 metros               | Bayron Piedra (ECU)                                                             | 28:30.80 | Mauricio González (COL)                                                      | 28:33.53 | José Luis Ostos (PER)                                                               | 28:43.10 |
| 20 km marcha atlética       | Pavel Chihuán (PER)                                                             | 1:23:34  | Juan Manuel Cano (ARG)                                                       | 1:23:56  | Mauricio Arteaga (ECU)                                                              | 1:24:18  |
| 110 metros barreiras        | João Vítor de Oliveira (BRA)                                                    | 13.96    | Jorge McFarlane (PER)                                                        | 13.99    | Javier McFarlane (PER)                                                              | 14.00    |
| 400 metros barreiras        | Andrés Silva (URU)                                                              | 49.43    | Hederson Estefani (BRA)                                                      | 49.54    | Víctor Solarte (VEN)                                                                | 50.83    |
| 3.000 metros com obstáculos | Gerard Giraldo (COL)                                                            | 8:29.53  | Mauricio Valdivia (CHI)                                                      | 8:40.28  | Enzo Yáñez (CHI)                                                                    | 8:43.28  |
| 4×100 metros estafetas      | Equador · Anderson Quintero · Jhon Valencia · Franklin Nazareno · Alex Quiñónez | 39.94    | Venezuela · Diego Rivas · Arturo Ramírez · Álvaro Cassiani · Dubeiker Cedeño | 40.19    | Colômbia · Yeferson Valencia · Diego Palomeque · Jeyson Rivas · Carlos Andrés Lemos | 40.80    |
| 4×400 metros estafetas      | Venezuela · Alberth Bravo · José Meléndez · Alberto Aguilar · Freddy Mezones    | 3:04.96  | Chile · Martín Tagle · Sergio Aldea · Sergio Germain · Enzo Faulbaum         | 3:10.32  | Peru · Bryan Erazo · Williams García · Luis Saavedra · Paulo Herrera                | 3:14.64  |
| Salto em altura             | Fernando Carvalho Ferreira (BRA)                                                | 2.22 m   | Talles Frederico Silva (BRA)                                                 | 2.22 m   | Alexander Bowen (PAN)                                                               | 2.19 m   |
| Salto com vara              | Germán Chiaraviglio (ARG)                                                       | 5.70 m   | Daniel Zupeuc (CHI)                                                          | 5.00 m   | José Gutiérrez Pozo (PER)                                                           | 4.70 m   |
| Salto em comprimento        | Emiliano Lasa (URU)                                                             | 8.09 m   | Diego Hernández (VEN)                                                        | 7.91 m   | Mauro Vinícius da Silva (BRA)                                                       | 7.81 m   |
| Salto triplo                | Jhon Murillo (COL)                                                              | 16.55 m  | Jefferson Sabino (BRA)                                                       | 16.34 m  | Divier Murillo (COL)                                                                | 16.34 m  |
| Arremesso de peso           | Germán Lauro (ARG)                                                              | 20.77 m  | Darlan Romani (BRA)                                                          | 20.32 m  | Nelson Henrique Fernandes (BRA)                                                     | 18.28 m  |
| Lançamento de disco         | Mauricio Ortega (COL)                                                           | 61.36 m  | Ronald Julião (BRA)                                                          | 59.80 m  | Juan Caicedo (ECU)                                                                  | 54.88 m  |
| Lançamento do martelo       | Wagner Domingos (BRA)                                                           | 71.47 m  | Allan Wolski (BRA)                                                           | 69.82 m  | Juan Ignacio Cerra (ARG)                                                            | 67.70 m  |
| Lançamento do dardo         | Júlio César de Oliveira (BRA)                                                   | 81.22 m  | Braian Toledo (ARG)                                                          | 79.34 m  | Arley Ibargüen (COL)                                                                | 75.47 m  |
| Decatlo                     | Luiz Alberto de Araújo (BRA)                                                    | 7799 pts | Georni Jaramillo (VEN)                                                       | 7454 pts | Óscar Campos (VEN)                                                                  | 6857 pts |

- nb1  Javier Marmo, do Uruguai,estabeleceu um recorde nacional de 1: 49.16 minutos, ficando em quarto no 800 metros masculino. [3]

### Feminino
| Evento                       | Ouro                                                                                    | Ouro          | Prata                                                                               | Prata     | Bronze                                                                              | Bronze    |
| ---------------------------- | --------------------------------------------------------------------------------------- | ------------- | ----------------------------------------------------------------------------------- | --------- | ----------------------------------------------------------------------------------- | --------- |
| 100 metros                   | Nediam Vargas (VEN)                                                                     | 11.45         | Isidora Jiménez (CHI)                                                               | 11.51     | Vanusa dos Santos (BRA)                                                             | 11.60     |
| 200 metros                   | Nercely Soto (VEN)                                                                      | 23.15         | Isidora Jiménez (CHI)                                                               | 23.38     | Nediam Vargas (VEN)                                                                 | 23.60     |
| 400 metros                   | Geisa Coutinho (BRA)                                                                    | 53.07         | Nercely Soto (VEN)                                                                  | 54.38     | Liliane Fernandes (BRA)                                                             | 54.53     |
| 800 metros                   | Déborah Rodríguez (URU)                                                                 | 2:01.46       | Flavia de Lima (BRA)                                                                | 2:02.05   | Ydanis Navas (VEN)                                                                  | 2:07.92   |
| 1 500 metros                 | Muriel Coneo (COL)                                                                      | 4:10.14       | Flavia de Lima (BRA)                                                                | 4:13.58   | Pia Fernandez (URU)                                                                 | 4:19.37   |
| 5 000 metros                 | María Pastuña (ECU)                                                                     | 15:49.33      | Tatiele Roberta de Carvalho (BRA)                                                   | 15:50.62  | Carolina Tabares (COL)                                                              | 15:59.28  |
| 10 000 metros                | Inés Melchor (PER)                                                                      | 32:28.87      | María Pastuña (ECU)                                                                 | 32:51.33  | Wilma Arizapana (PER)                                                               | 33:1.15   |
| 20 km marcha atlética        | Sandra Arenas (COL)                                                                     | 1:31:2.3 ,    | Ingrid Hernández (COL)                                                              | 1:36:42.1 | Angela Castro (BOL)                                                                 | 1:41:38.3 |
| 100 metros barreiras         | Yvette Lewis (PAN)                                                                      | 13.31         | Brigitte Merlano (COL)                                                              | 13.43     | Adelly Santos (BRA)                                                                 | 13.53     |
| 400 metros barreiras         | Déborah Rodríguez (URU)                                                                 | 56.33 ,       | Magdalena Mendoza (VEN)                                                             | 56.65     | Liliane Fernandes (BRA)                                                             | 58.44     |
| 3.000 metros com obstáculos  | Muriel Coneo (COL)                                                                      | 9:53.1        | Tatiane Raquel da Silva (BRA)                                                       | 9:56.8    | Belén Casetta (ARG)                                                                 | 9:57.1    |
| 4×100 metros estafetas       | Venezuela · Lexabeth Hidalgo · Magdalena Mendoza · Nediam Vargas Arteaga · Nercely Soto | 44.28         | Brasil · Vanusa dos Santos · Bruna Farias · Vitoria Cristina Rosa · Adelly Oliveira | 44.43     | Chile · Josefina Gutiérrez · Isidora Jiménez · Maria Fernanda Mackenna · Paula Goñi | 44.83     |
| 4×400 metros estafetas [nb2] | Brasil · Vanusa dos Santos · Liliane Fernandes · Joelma Sousa · Jailma de Lima          | 3:34.51       | Venezuela · Nercely Soto · Magdalena Mendoza · Maryury Valdez · Ydanis Navas        | 3:37.05   | Chile · Paula Goñi · Carmen Mansilla · Javiera Errázuriz · Maria Fernanda Mackenna  | 3:40.56   |
| Salto em altura              | Ana Paula Caetano de Oliveira (BRA)                                                     | 1.82 m        | Candy Toche (PER)                                                                   | 1.76      | Betsabé Páez (ARG)                                                                  | 1.76 m    |
| Salto com vara               | Robeilys Peinado (VEN)                                                                  | 4.35 m        | Valeria Chiaraviglio (ARG)                                                          | 4.10 m    | Karla Rosa da Silva (BRA)                                                           | 4.10 m    |
| Salto em comprimento         | Paola Mautino (PER)                                                                     | 6.52 m [nb3]  | Tânia da Silva (BRA)                                                                | 6.37 m    | Yuliana Angulo (ECU)                                                                | 6.25 m    |
| Salto triplo                 | Yulimar Rojas (VEN)                                                                     | 14.14 m       | Tânia da Silva (BRA)                                                                | 13.60 m   | Giselly Andrea Landázury (COL)                                                      | 13.35 m   |
| Arremesso de peso            | Geisa Arcanjo (BRA)                                                                     | 17.76 m       | Natalia Duco (CHI)                                                                  | 17.56 m   | Ahymará Espinoza (VEN)                                                              | 17.25 m   |
| Lançamento de disco          | Andressa de Morais (BRA)                                                                | 61.15 m       | Fernanda Borges Martins (BRA)                                                       | 58.22 m   | Rocío Comba (ARG)                                                                   | 57.15 m   |
| Lançamento do martelo        | Rosa Rodríguez (VEN)                                                                    | 71.66 m       | Johana Moreno (COL)                                                                 | 66.05 m   | Jennifer Dahlgren (ARG)                                                             | 64.76 m   |
| Lançamento do dardo          | Jucilene de Lima (BRA)                                                                  | 60.16 m [nb4] | Flor Ruiz (COL)                                                                     | 59.86 m   | Maria Paz Rios (COL)                                                                | 51.12 m   |
| Heptatlo                     | Evelis Aguilar (COL)                                                                    | 5902 pts ,    | Guillercy González (VEN)                                                            | 5444 pts  | Giovana Cavaleti (BRA)                                                              | 5426 pts  |

- nb2  A equipe de revezamento feminino do Peru do revezamento 4×400 m (Deysi Lisbeth Parra, Claudia Angelica Meneses Lopez, Jimena Judith Copara Gorvea, Maitte De La Flor Torres Córdoba) estabeleceram um recorde nacional de 3:44.44 minutos ficando em quinto lugar. [3]
- nb3  Paola Mautino do Peru estabeleceu um recorde nacional legal na final do Salto em comprimento com um salto de 6,48 m. [3]
- nb4  O desempenho vitorioso de 60,16 m de Jucilene de Lima no Lançamento do dardo feminino foi declarado um recorde do campeonato pela CONSUDATLE, [3] mas ficou longe da marca de 60,23 m de Flor Ruiz na edição de 2013.

## Quadro de medalhas
| Ordem | País      | Medalha de ouro | Medalha de prata | Medalha de bronze | Total |
| ----- | --------- | --------------- | ---------------- | ----------------- | ----- |
| 1     | Brasil    | 11              | 15               | 8                 | 34    |
| 2     | Colômbia  | 9               | 6                | 7                 | 22    |
| 3     | Venezuela | 8               | 8                | 6                 | 22    |
| 4     | Equador   | 4               | 2                | 4                 | 10    |
| 5     | Uruguai   | 4               | 0                | 1                 | 5     |
| 6     | Peru      | 3               | 2                | 5                 | 10    |
| 7     | Chile     | 2               | 6                | 4                 | 12    |
| 8     | Argentina | 2               | 5                | 5                 | 12    |
| 9     | Panamá    | 1               | 0                | 2                 | 3     |
| 10    | Bolívia   | 0               | 0                | 1                 | 1     |
| 10    | Suriname  | 0               | 0                | 1                 | 1     |
| Total | Total     | 44              | 44               | 44                | 132   |

## Tabela de pontos
O Brasil ficou em primeiro lugar com 285 pontos. 
| Posição | Nacionalidade | Total | Masculino | Feminino |
| ------- | ------------- | ----- | --------- | -------- |
| 1       | Brasil        | 285   | 121       | 164      |
| 2       | Venezuela     | 228   | 97        | 131      |
| 3       | Colômbia      | 212   | 112       | 100      |
| 4       | Chile         | 124   | 64        | 60       |
| 5       | Peru          | 107   | 57        | 50       |
| 6       | Argentina     | 94    | 53        | 41       |
| 7       | Equador       | 93    | 60        | 33       |
| 8       | Uruguai       | 52    | 23        | 29       |
| 9       | Panamá        | 28    | 13        | 15       |
| 10      | Paraguai      | 18    | 9         | 9        |
| 11      | Suriname      | 11    | 7         | 4        |
| 12      | Bolívia       | 7     | 2         | 5        |
| 13      | Aruba         | 0     | 0         | 0        |

## Participantes
Doze das 13 federações membros da CONSUDATLE participaram dos campeonatos, além de Aruba, membro da ODESUR. A Guiana não competiu nesta edição.
| - Argentina (25) - Aruba (1) - Bolívia (8) - Brasil (44) - Chile (48) | - Colômbia (40) - Equador (31) - Panamá (18) - Paraguai (11) | - Peru (52) - Suriname (5) - Uruguai (12) - Venezuela (38) |

Legenda
| Recorde mundial       | Recorde mundial (World record)               |                       | Recorde africano                      | Recorde africano (African) |                                           | Q | Classificado por posição (Qualified) |
| Recorde do campeonato | Recorde do campeonato (Championship record)  | Recorde da América    | Recorde da América (Americas)         | q                          | Classificado por melhor tempo (Qualified) |   |                                      |
| Melhor marca do ano   | Melhor marca do ano (World leading)          | Recorde asiático      | Recorde asiático (Asian)              | DNS                        | Não largou (Did not start)                |   |                                      |
| Recorde nacional      | Recorde nacional (National record)           | Recorde europeu       | Recorde europeu (European)            | DNF                        | Não terminou (Did not finish)             |   |                                      |
| Recorde pessoal       | Recorde pessoal do atleta (Personal best)    | Recorde da Oceania    | Recorde da Oceania (Oceania)          | DSQ / DQ                   | Desclassificado (Disqualified)            |   |                                      |
| Recorde da temporada  | Recorde da temporada do atleta (Season best) | Recorde sul-americano | Recorde sul-americano (South America) | NM                         | Sem marca (No mark)                       |   |                                      |